# 広岡知男
広岡 知男（旧字体：廣岡 知男、ひろおか ともお、1907年8月24日 - 2002年1月5日）は、日本のアマチュア野球選手、新聞社経営者。朝日新聞社社長、日本学生野球協会会長、全日本アマチュア野球連盟会長。

## 来歴
大阪市北区綿屋町に父真知と母ぬいの一人っ子として生まれる。大阪府立市岡中学校、第五高等学校を経て東京帝国大学法学部政治学科卒業。
学生時代は野球選手として活躍。市岡中時代に第1回選抜中等学校野球大会、第10回全国中等学校優勝野球大会に三番遊撃手として出場し、帝大時代には1931年の東京六大学野球秋季リーグ戦で首位打者となるなど名選手として知られた。
1932年4月 朝日新聞社に入社して大阪本社経済部員、1936年8月 東京本社経済部員、1942年7月 論説委員となる。敗戦後、共産党の影響を強く受けていた全日本産業別労働組合会議（産別会議。議長・聴濤克巳朝日新聞論説委員）が労働攻勢を強め、傘下の「新聞単一」（日本新聞通信放送労働組合の略称。聴濤克巳委員長）が1946年9月に翌10月の新聞ゼネストを決議すると、ゼネスト反対の中心人物として新聞単一朝日支部東京分会をゼネスト反対にまとめ上げ、ゼネストを頓挫させて執行部を総辞職に追い込み、広岡が東京分会長となり（朝日支部長に森恭三）、労組幹部として頭角を現す。この後、森恭三委員長－広岡知男東京分会長ラインにより朝日新聞社の労働組合は労使共闘路線を採り、産別会議を脱退して、政治闘争から経済闘争を重視する企業内組合の道を歩んだ。そして1948年5月 大阪本社経済部長、1950年7月 東京本社経済部長、1954年3月 東京本社編集局次長と歴任し、1954年12月、代表取締役の東京本社編集局長信夫韓一郎が専務取締役に昇進する際、信夫によって後任の編集局長に起用され、1956年12月に取締役となったが、社主の村山家と合わず、1960年12月に西部本社担当へ左遷された。しかし1963年12月に表面化した朝日新聞社の内紛「村山事件」で1964年1月に村山長挙社長が辞任すると代表取締役に就任、次いで3月には東京本社編集局長に復帰。全日空相談役となっていた元常務取締役で朝日新聞社顧問の美土路昌一が同年11月に社長になると専務取締役となって、労組幹部時代の相棒である森恭三論説主幹らと組んで実権を握り、朝日新聞社の経営から大株主の村山家を排除する路線を推進した。1967年7月に社長就任。1971年5月には緒方竹虎の主筆解任以来28年間空席となっていた主筆職を復活させて兼務し、朝日新聞社史上初の社長兼主筆となった。1977年12月から1980年3月まで会長。また1975年から1979年には日本新聞協会会長も務めた。
また、朝日新聞系のテレビ局でありながら他系列であった九州朝日放送（KBC。フジテレビ系列）、名古屋放送（NBN。日本テレビ系列）、朝日放送（ABC。TBS系列）を日本教育テレビ（NET。現在のテレビ朝日）系列に移籍させるなど（ネットチェンジの項を参照）、現在のテレビ朝日系列（ANN）の形成にも大きく関わっている。
社長、会長在任中は、就任直後から朝日新聞の中国報道が文化大革命を好意的に評価する論調に変わり社長時代に2度訪中するなど親中国共産党路線を推し進めたが、折からの中ソ対立が朝日新聞社内にも波及して親ソ連派の反発を買った。社長兼主筆から会長となったのは、親ソ連派の秦正流専務取締役と比較的ソ連派とみられていた渡辺誠毅副社長による一種のクーデターで、さらに「反広岡」で手を組んだ村山社主家と渡辺社長、秦専務らよって朝日を追われた。
朝日新聞社退社後は1984年から2000年まで日本学生野球協会会長、1991年から1999年まで全日本アマチュア野球連盟会長を務めるなどアマチュア野球の発展に貢献した。1994年、特別表彰として野球殿堂入り。
2002年1月5日、前立腺癌のため94歳で逝去。

## エピソード
1989年に朝日新聞珊瑚記事捏造事件が起きた際、週刊現代やフライデーの編集長だった元木昌彦に「昔は朝日とケンカしたって勝てないから、政治家だって文句を言ってくるヤツはいなかった」と語っている。
長谷川町子の『サザエさん』で「休載あけ」と題し、サザエがフジ三太郎に海外旅行を勧めるが、4コマ目で広岡が「朝日シンブン」として、サザエをにらむ形で登場した。また、長谷川が『サザエさん』の連載終了を姉（長谷川毬子）を通じて朝日新聞に申し入れたが、当時社長だった広岡は「やめるなんてよしましょう、ゆっくり休みなさい」と終了でなく休載を勧めた。